# Louis Anquetin

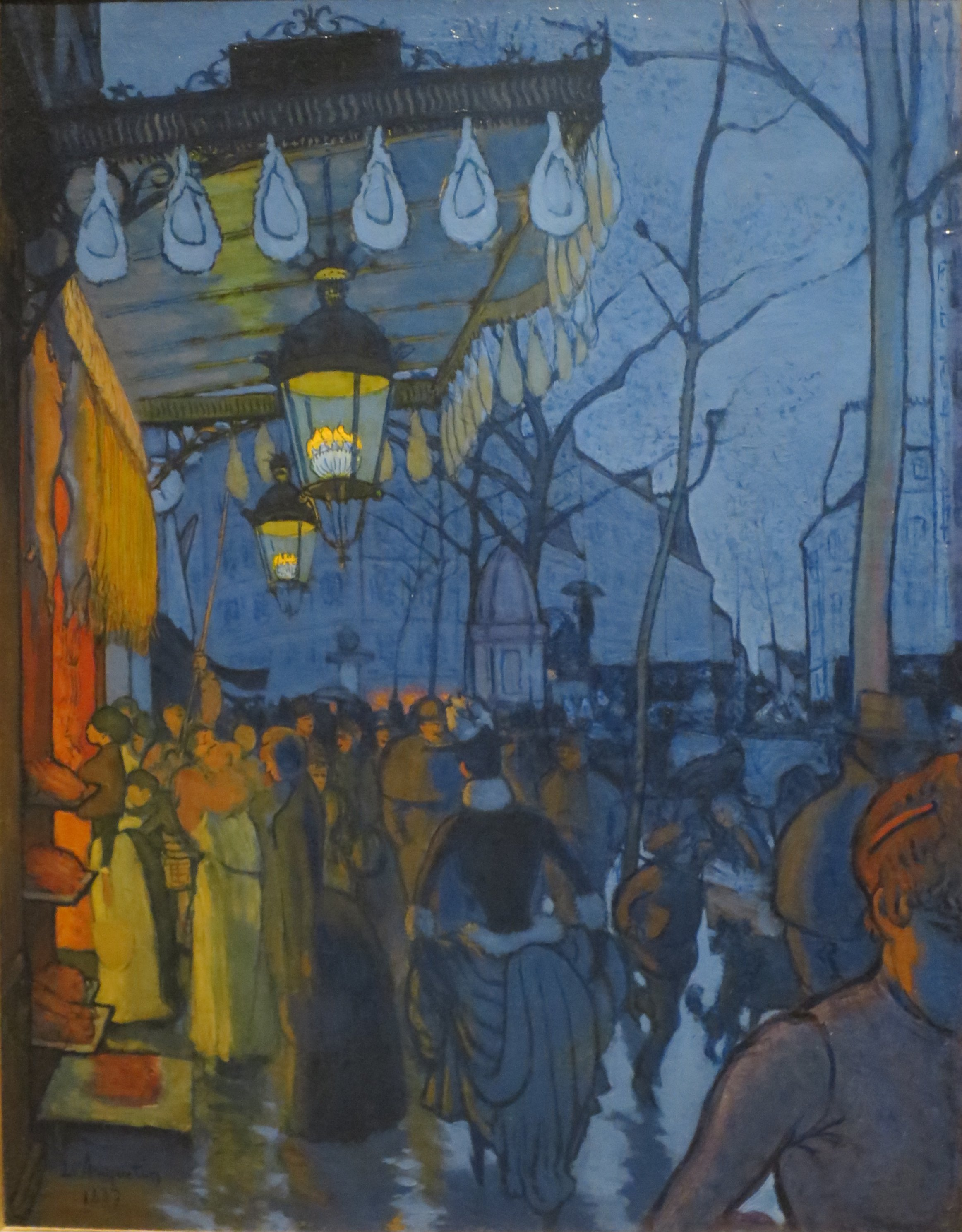
'Avenue de Clichy: cinq heures du soir', 1887, Wadsworth Museum of Arts

Louis Anquetin (Étrépagny, 26 januari 1861 - Parijs, 19 augustus 1932) was een Franse kunstschilder. Hij was een pionier van het synthetisme en was bevriend met Toulouse-Lautrec, Vincent van Gogh, Paul Gauguin en ook Pablo Picasso.

## Biografie
In 1882 ging hij naar Parijs, waar hij ging werken in de studio van Léon Bonnat. Hier ontmoette hij Henri de Toulouse-Lautrec, met wie hij bevriend raakte, een vriendschap die jaren zou duren. Toen Bonnat's school sloot, gingen de twee naar het atelier van Fernand Cormon. In deze kunstschool ontmoette hij Vincent van Gogh, maar ook andere schilders zoals Émile Bernard.

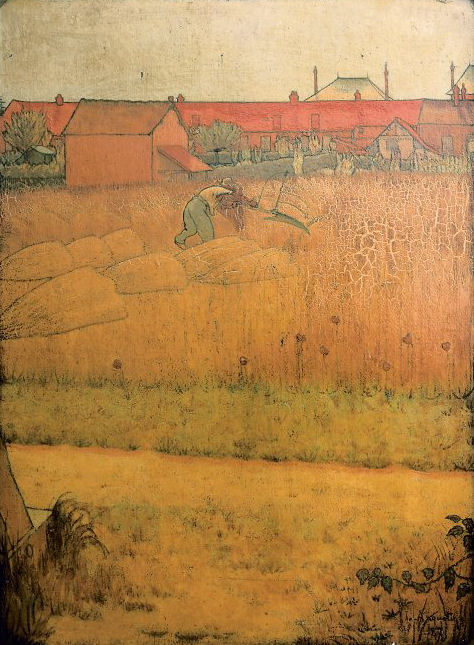
'Le Faucher', 1887

In 1887 zagen Anquetin en Bernard een tentoonstelling van Japanse grafiek (Ukiyo-e) en dat inspireerde hen tot een andere manier van schilderen. Gaandeweg ontwikkelden zij een stijl, die cloisonnisme wordt genoemd: grote heldere kleurvlakken met donkere contourlijnen. Deze stijl was mede-geïnspireerd door gebrandschilderd glas. Een voorbeeld van deze stijl is Anquetins schilderij Avenue de Clichy: cinq heures du soir (zie afbeelding), dat mogelijk een inspiratiebron was voor Van Goghs beroemde Caféterras bij nacht.

## Rembrandt en Rubens
In 1894 reisden Anquetin en Toulouse-Lautrec naar Nederland en België om de technieken van oude Nederlandse en Vlaamse meesters als Rembrandt en Rubens te bestuderen. De rest van zijn leven probeerde Anquetin deze verloren gegane technieken te reconstrueren en voor de kunst van zijn tijd te herwinnen. Zijn werken vanaf die tijd waren Rubensiaans en allegorisch. Dit betekende dat hij de moderne kunst uit zijn tijd achter zich liet en zo gaandeweg bij het publiek in de vergetelheid raakte. Later in zijn leven schreef hij een boek over Rubens, dat in 1924 verscheen.

## Musea
Zijn werk hangt onder meer in het Louvre, de National Gallery in Londen en de Hermitage. In de afgelopen jaren heeft ook het Van Gogh Museum twee werken van hem gekocht: een aquarel en een schilderij.